# Кшечин (Нижньосілезьке воєводство)
Кшечин (пол. Krzeczyn, нім. Kritschen) — село в Польщі, у гміні Олесниця Олесницького повіту Нижньосілезького воєводства.
Населення — 426 осіб (2011).
У 1975-1998 роках село належало до Вроцлавського воєводства.

## Демографія
Демографічна структура станом на 31 березня 2011 року:
|          | Загалом | Допрацездатний вік | Працездатний вік | Постпрацездатний вік |
| -------- | ------- | ------------------ | ---------------- | -------------------- |
| Чоловіки | 217     | 44                 | 160              | 13                   |
| Жінки    | 209     | 44                 | 133              | 32                   |
| Разом    | 426     | 88                 | 293              | 45                   |